# Grand maréchal du palais

Insigne des Grand maréchal du palais

Grand maréchal du palais (Großmarschall des Palastes) war der Titel des Chefs des kaiserlichen Haushalts im Napoleonischen Frankreich. Es war einer der angesehensten Posten unter Napoleon I.

## Aufgaben
Die Aufgaben des Grand maréchal du palais basierten auf den Vorstellungen von Napoléon, der Posten wurde daher mit der Schaffung des Kaiserreichs im Mai 1804 etabliert. Die Bestimmungen dafür wurden am 28 Messidor an XII (17. Juli 1804) festgelegt. Wegen der Besonderheit der Stellung blieben sie wenig bekannt, auch, da der Posten nur an insgesamt drei Personen vergeben worden war.

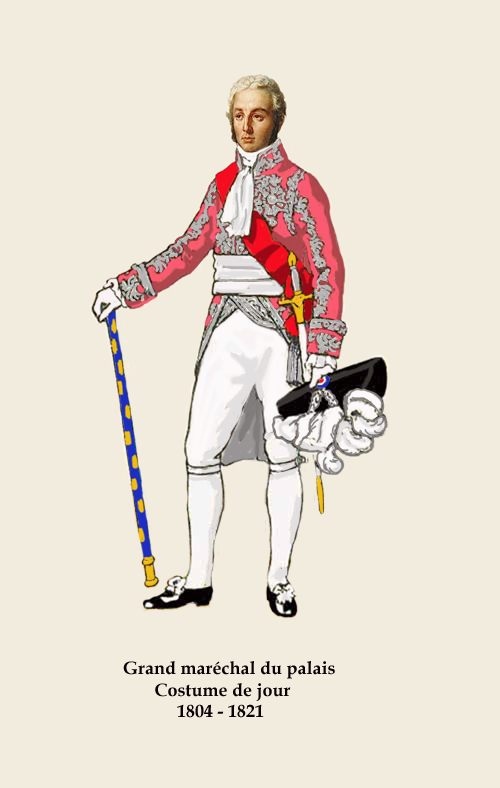
Costume de jour (Gewöhnliche Uniform)

Der Grand maréchal du palais spielte im hohen Maß eine besondere Rolle als eine Art Premierminister in einem Staat im Staate, dem kaiserlichen Haushalt. Dieser umfasste während der Dauer des Kaiserreichs mehr als 2700 Personen. Der Inhaber des Postens hatte auch die Verantwortung über das Militärkommando in den kaiserlichen Palästen, für die Sicherheit der kaiserlichen Familie und deren Verwandtschaft sowie für das Personal. Ihm oblag die Kontrolle über Ein- und Ausgänge der Paläste, deren Instandhaltung, Verschönerung und Möblierung. Er beaufsichtigte die Wohnungen der Mitglieder der kaiserlichen Familie und  deren Gäste, die allgemeinen Dienstes des Palastes mit den Hausmeistereien, den Dienern, den Leibwächtern, den Pförtnern, den Gärtnern, und zuletzt dem Personal für die Brunnen und Wasserversorgung. Weiterhin war er für die Küchen und Auftragen der Speisen verantwortlich. Brach der Kaiser zu einem Feldzug oder zu einer Reise auf, hatte der Grand maréchal du palais für die Vorbereitungen Sorge zu tragen.
Allein das Budget des Grand maréchal du palais belief sich auf 10 Prozent des gesamten persönlichen Budgets des Kaisers.

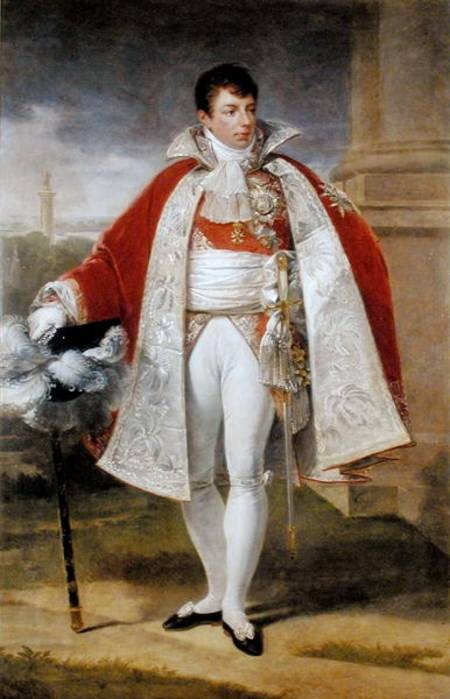
Kostüm für die Kaiserkrönung. Gemälde von Antoine-Jean Gros, 1805

## Träger
- 18. Mai 1804 bis 23. Mai 1813: Géraud Christophe Michel Duroc duc de Frioul,
- 25. Mai 1813 bis 17. November 1813: Armand Augustin Louis de Caulaincourt duc de Vicence, par interim,
- 18. November 1813 bis 5. Mai 1821: Henri-Gatien Bertrand comte Bertrand, im Exil auf der Insel St. Helena bis zum Tod des Kaisers.

## Kleidung
Die Uniform bei Hofe war offiziell festgelegt. Dazu existierte ein „kleines Kostüm“ (petit costume), entworfen von Isabey, das bei der Kaiserkrönung am 2. Dezember 1804 getragen wurde. Es bestand aus weißer Seide mit einem Umhang aus amarantroter Seide. Die Verzierungen bestanden aus Silberlitzen.
Jedwede Bekleidung musste vom Amtsinhaber selbst bezahlt werden.

## Heraldik
Als Zeichen seiner Würde führte der Grand maréchal du palais ein Abzeichen, das zwei gekreuzte Marschallstäbe zeigt. Diese waren mit blauem Samt bespannt und mit den kaiserlichen Bienen bestreut. Die Köpfe waren als kaiserliche Krone ausgebildet.